# Surzur
 Surzur  (en bretón Surzhur) es una población y comuna francesa, situada en la región de Bretaña, departamento de Morbihan, en el distrito de Vannes y cantón de Vannes-Est.

## Demografía
| 1492 | 1461 | 1452 | 1658 | 2081 | 2434 |
| Para los censos de 1962 a 1999 la población legal corresponde a la población sin duplicidades (Fuente: INSEE [Consultar]) |      |      |      |      |      |